# Flagge Ohios

Gouverneursflagge

Die Flagge des US-Bundesstaats Ohio wurde am 9. Mai 1902 offiziell eingeführt.

## Beschreibung
Sie wurde vom Architekten John Eisenmann für die Panamerika-Ausstellung des Jahres 1901 entworfen. Das große blaue Dreieck steht für Ohios Berge und Täler, die Streifen für Straßen und Wasserwege. Durch die siebzehn Sterne soll dargestellt werden, dass Ohio als 17. Staat der Union beitrat. Der weiße Kreis im roten Zentrum stellt nicht nur den ersten Buchstaben des Staatsnamens dar, sondern auch den Spitznamen des Staates, „the Buckeye State“ („der Rosskastanienstaat“).
Sie ist die einzige Flagge eines US-amerikanischen Bundesstaates, die nicht rechteckig ist. Entfernt an das Design von Kavallerieflaggen des Sezessionskrieges und des Spanisch-Amerikanischen Krieges angelehnt, lautet die Bezeichnung für diesen Flaggentyp Burgee und entspricht flaggenkundlich eher einem Stander.

## Flaggengruß
“I salute the flag of the state of Ohio and pledge to the Buckeye State respect and loyalty”

„Ich grüße die Flagge des Staates Ohio und gelobe dem Rosskastanienstaat Achtung und Treue.“